# Rafalus wittmeri
Rafalus wittmeri là một loài nhện trong họ Salticidae.
Loài này thuộc chi Rafalus. Rafalus wittmeri được Jerzy Prószyński miêu tả năm 1978.